# Union City (Nueva Jersey)
Union City es una ciudad ubicada en el condado de Hudson en el estado estadounidense de Nueva Jersey. En 2010 tenía una población de 66 455 habitantes y una densidad poblacional de 20 322,63 personas por km².

## Geografía
Union City se encuentra ubicado en las coordenadas 40°46′04″N 74°01′55″O / 40.76778, -74.03194.
Los límites de Union City son al sur con Jersey City, al norte con West New York, al oeste con North Bergen del norte, y al este con Weehawken en el Condado de Hudson, en un área conocida como North Hudson.

## Demografía
En 2010 la ciudad tenía una población de 66.455, convirtiéndola en el 17 municipio más grande del Estado. De los 66.455, 22.814 son hogares y 15.514 son familias que residían en la ciudad. La densidad de población era de 51.810,1 habitantes por milla cuadrada (20.004,0 / km²). La distribución por razas de la ciudad era 58,01 % blancos, 5,25 % afroamericanos, 1,23 % nativos americanos, 2,39 % asiáticos, y 27,43 % de otras razas. Los hispanos o latinos de cualquier raza son 84,71 % de la población.
Según la Oficina del Censo en 2000 los ingresos medios por hogar en la localidad eran de $30.642 y los ingresos medios por familia eran $32.246. Los hombres tenían unos ingresos medios de $25.598 frente a los $19.794 para las mujeres. La renta per cápita para la localidad era de $13.997. Alrededor del 21.4% de la población estaba por debajo del umbral de pobreza.

## Historia
Union City resultó de la combinación de West Hoboken y Union Hill, dos pueblos en el Condado de Hudson. Aunque los registros indiquen que Condado de Hudson fue asentado primero en 1617 cuando el holandés estableció un fuerte comercio solo unas cuantas millas de donde está localizado Union City ahora, no fue hasta 1800 que la ciudad se comenzó a desarrollar. Antes de los colonizadores holandeses, el área fue habitada por los indios Lenni Lenape.
La subdivisión y los arreglos activos del área comenzaron en los 1850 cuando un grupo de pioneros americanos alemános construyieron hogares en la sección de Union Hill. La ciudad entonces empezó a crecer rápidamente, alcanzando a una población de 60.000 en 1920. Después de Segunda Guerra Mundial, con el movimiento de las personas de las ciudades a las áreas suburbanas , la población bajo a menos de 53.000, según el censo de 1960.
Durante los años sesenta, la población de Union City recuperó rápidamente de su descenso temporal, gracias a la importante afluencia de refugiados cubanos que dejaban su nación tras el triunfo de la Revolución cubana. En aquel momento, Union City tenía un abundante y razonable precio de la casas y oportunidades de negocio, que también atrajo otros recién llegados como a neoyorquinos de la clase media buscando escapar el estilo de vida caro de New York y el ritmo agitado de la “gran ciudad”.
En 1960 los cubanos fue la nacionalidad que encontró atractiva a la ciudad de Union City. Antes de ellos vinieron los holandeses, los alemanes, los italianos, los irlandeses, los armenios, y los puertorriqueños. Después de los cubanos vinieron otros: Mexicanos, Sudamericanos, Centroamericanos , haitianos, indios asiáticos, coreanos, árabes y muchos otros. Desde el fin de la Segunda Guerra Mundial, Union City ha tenido una grande comunidad de gente judía que ha llegado a ser una parte importante de Union City. Por los años, cada uno de los grupos ha dejado su propia marca imborrable en la cultura de Union City.

## Educación

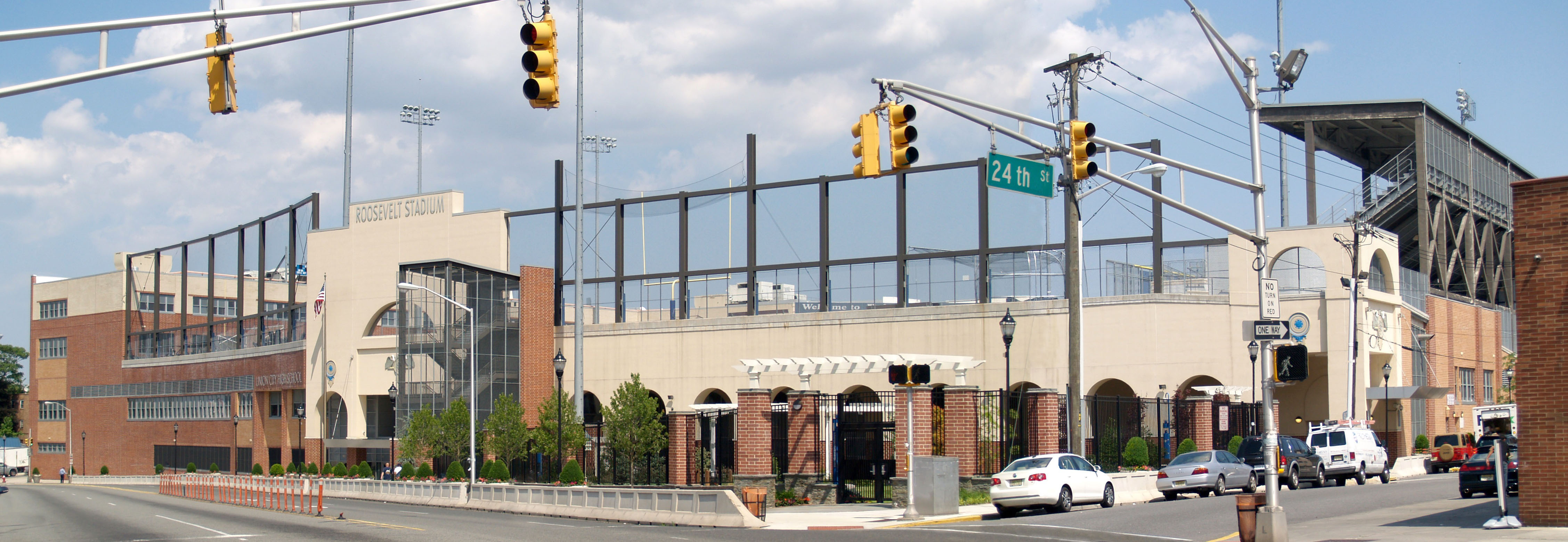
Union City High School(Escuela Secondaria de Union City)

La Junta de Educación de Union City gestiona escuelas públicas.